# Elva (fabricante de automóviles)
Elva fue una compañía fabricante de automóviles deportivos y de carreras, establecida en Bexhill, localidad conocida entonces como Hastings and Rye, Reino Unido. La compañía fue fundada en 1955 por Frank G. Nichols. El nombre viene de la frase francesa elle va ("ella va").

## Coches de carreras
Frank Nichols intentaba construir un coche deportivo/de carreras de bajo coste, y se produjeron una serie de modelos entre 1954 y 1959.
El modelo original, basado en el coche de CSM construido en la vecindad en Hastings por Mike Chapman, usaba una suspensión delantera Standard Ten en lugar de los ejes oscilantes de Ford, y un eje trasero del Ford Anglia con una conversión de válvulas en cabeza de un motor de Ford 10. Se fabricaron unas 25 unidades. Mientras esperaba recibir el CSM, Nichols finalizó segundo en una carrera de desventaja en Goodwood el 27 de marzo de 1954, al volante de un Lotus. "De correr con un deportivo de CSM con motor Ford en 1954, simplemente por diversión pero aun así con gran éxito, Frank Nichols ha llegado a ser un fabricante de componentes. El paso intermedio estuvo relacionado con el diseño de una culata especial, probada en el CSM y la introducción del coche Elva con el que compitió con éxito en 1955." La culata para el motor Ford de 1.172 cc, ideada por Malcolm Witts y Harry Weslake, que delinearon las válvulas de admisión en culata.

### Del Mk I al III

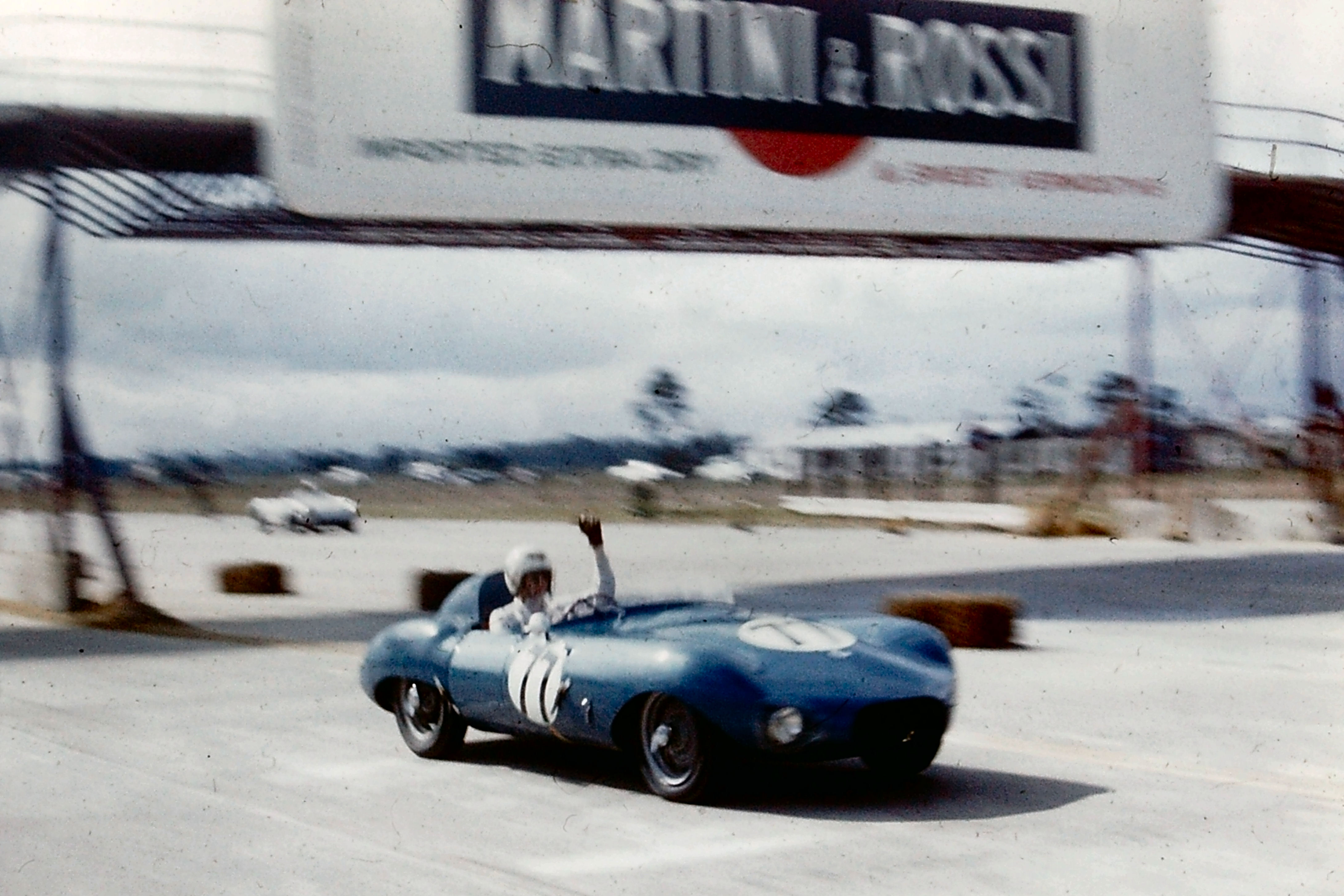
Elva-Climax Mk. III (Sebring 1958)

El 22 de mayo de 1955 Robbie Mackenzie-Low participó en la subida a Prescott (condado de Gloucestershire) con los Elva Mk I sport para fijar la plusmarca de su categoría en 51,14 segundos. Mackenzie-Low también ganó definitivamente la subida a Bodiam Hill a final de temporada.
En la construcción del prototipo del Elva MK II de 1956, registrado como KDY 68, fue adaptado a un Falcon totalmente envuelto en una carrocería de fibra de vidrio. Nichols desarrolló el Elva Mk II de las lecciones que aprendió durante la carrera del prototipo: "Es coche le condujeron en las carreras de 1956 Archie Scott Brown y Stuart Lewis-Evans, entre otros. " El Elva Mk II apareció en 1957: "Las principales diferencias respecto al Mark I son: el uso de un eje trasero De Dion como en el prototipo, pero con nueva ubicación, frenos traseros interiores, distancia entre ejes alargada y un bastidor más ligero."
Los coches de Elva disponían de serie de un motor Coventry-Climax FWA de 1.100 cc, pero evolucionaron a través de varios cambios en la carrocería y en la suspensión hacia el Mark III de 1958.

### El Mk IV y el V
Carl Haas, oriundo de Chicago, fue un agente de Elva al servicio del medio-oeste de los Estados Unidos desde mitad de los años 1950 y durante los 1960. Haas fue invitado a Inglaterra para conducir un Elva Mk III en el Tourist Trophy en Goodwood, el 13 de septiembre de 1958, donde finalizó duodécimo en la general. También en aquel 23º Tourist Trophy fue el nuevo modelo Mark IV conducido por Ian Burgess y Robbie Mackenzie-Low. Stuart Lewis-Evans pilotó el mismo coche, registrado como MBW 616, marcando el tiempo más rápido del día en la subid a Bodiam Hill en Sussex Oriental, el 11 de octubre de 1958. Trágicamente, Lewis-Evans perdió la vida solo dos semanas después a causa de las quemaduras al explotar su monoplaza en el Gran Premio de Marruecos.
Hasta en lo que se refiere al diseño del nuevo Mark IV, en palabras de Carl Haas "el mayor cambio es una suspensión trasera nueva, totalmente independiente utilizando ejes oscilantes en baja posición. la carrocería es enteramente nueva con especial atención a la aerodinámica y a un área frontal reducida. Es un gran avance respecto al Mk III. Finalmente, Elva tiene un coche de 1100 cc car potencialmente mejor que el Lotus. han aligerado mucho el peso a las ruedas delanteras desplazando el motor hacia atrás." El Mark IV fue también el primer Elva con un chasis tubular de malla espacial y tenía una plataforma de aluminio remachada con el chasis, dando fuerza y rigidez al conjunto.
En la carrera de coches de sport de las 12 Horas de Sebring, en marzo de 1959 el Nº 48 Elva Mark IV pilotado por Frank Baptista, Art Tweedale y Charley Wallace resultó vencedor de la Clase G y 19º en la general. Entre otras preparaciones del Mark IV estaba del nº 49, pilotado por Burdette Martin, Chuck Dietrich y Bill Jordan, alcanzando el segundo puesto en la Clase G completando una excelente entrada para el nuevo modelo de la temporada 1959.
En torno a una semana después fue la primera gira británica en 1959 para la escudería Elva. Tres coches Mark IV participaron en la Copa Chichester, durante el encuentro de Pascua en el autódromo de Goodwood, con el piloto escocés Tom Dickson saliendo en la primera línea al lado de tres de los nuevos Lola Mk1. Los Lolas dominaron la carrera haciendo un triplete, pero el Elva Mark IV de Les Leston finalizó honrosamente en 7º lugar con Dickson octavo y John Peters, un piloto amateur estadounidense, unos puesto más atrás de la 11.ª plaza. Más tarde, Peters exportó su Mark IV a su casa en Los Ángeles y continuó pilotando el coche en eventos californianos, incluyendo intentando clasificarse para las 200 millas del Gran premio de Los Angeles Times para coches de sport, que se celebraron en el Autódromo Internacional de Riverside a finales de 1959.
En el 11º Trofeo Internacional del club Británico de pilotos de carreras que tuvo lugar en Silverstone el 2 de mayo de 1959, Tom Dickson alcanzó un acreditado tercer lugar en la carera de sport de 1.100 cc, entre los Lola Mk1, vencedor y segundo; y el Lotus Eleven de Peter Arundell que terminó cuarto. Un segundo Mark IV, del experimentado amateur Cedric Brierley, llegó el quinto a la meta.
Los siguientes éxitos llegaron el 21 de junio de 1959 cuando Arthur Tweedale y Bob Davis ganaron la carrera de resistencia Seis Horas de Marlboro en Maryland al volante del Elva Mark IV Nº 37. Art Tweedale repitió victoria en la misma carrera un año después. Formando equipo con Ed Costley, hizo 337,75 millas (543,56 km), en aquel tiempo con un Elva Mark V de sport. Ya entrada la mitad de la temporada 1959, el Mark V fue la última repetición del Elva de motor delantero para carreras de sport y diferente del Mark IV solamente en pequeños detalles como la suspensión trasera y una carrocería revisada.
Los Elva de sport se presentaron de nuevo en Goodwood en el 24º Tourist Trophy que tuvo lugar el 5 de septiembre de 1959. Un Mark IV pilotado por John Brown y Chris Steele terminó la carrera con un 13º lugar en la general. sin embargo, los mayores honores fueron  para el Mk V que terminó 3º en la categoría de 1.100 cc y 9º en la general, por Mike McKee y Cedric Brierley.
Aunque al final claramente aventajado por el Lola Mk1 con un motor similar, los modelos Elva Mark IV y Mark V tuvieron una corta vida pero un relativo éxito en la altamente competitiva categoría de sport de 1.100 cc de finales de los años 1950. En este periodo hasta el final de 1960, aparte de un notable acontecimiento detallado abajo, fueron los únicos que participaron seriamente en carreras con un motor Coventry-Climax FWA de 1.098 cc de modesta potencia pero eficiente, bien ajustado con carburadores SU. Sin embargo, por su construcción ligera de peso, una suspensión innovadora y una buena aerodinámica le hicieron un serio competidor.
La mayoría de los Mark IV y Mark V fabricados fueron exportados a los Estados Unidos y compitieron con éxito, por pilotos tanto amateur como profesionales. Una notable ocasión vio Burdette Martin con su Elva MkIV acoplado a un motor Coventry-Climax FPF F2 de 1.475 cc pilotado con algo de éxito por Ed Crawford en la 8ª Ronda del Campeonato USAC Road Racing de 1959, en Meadowdale. El afamado piloto de Porsche Crawford y Briggs Cunningham llevaron al Elva Mk IV ta una contundente victoria, batiendo la categoría de 1,500 cc y generando una impresionante competencia.
En una nota algo menos seria, uno de los Mk IV importados en los Estados Unidos intervino apoyando la presentación de la película protagonizada por Elvis Presley 'Viva Las Vegas' aunque un Mark VI de carreras de sport posterior tuvo un rol más destacado como el coche de carreras de Elvis.
El último chasis Mk V ganó una importante cantidad de carreras en el medio-oeste de los Estados Unidos, pilotado por Dick Buedingen, incluyendo el Elkhart Lake 500 de 1961 asociado a Carl Haas. En aquel tiempo Elva Cars Limited operaba desde locales situados en Sedlescombe Road North, Hastings, Sussex, Inglaterra.

### Mk VI, VII y VIII/VIIIS

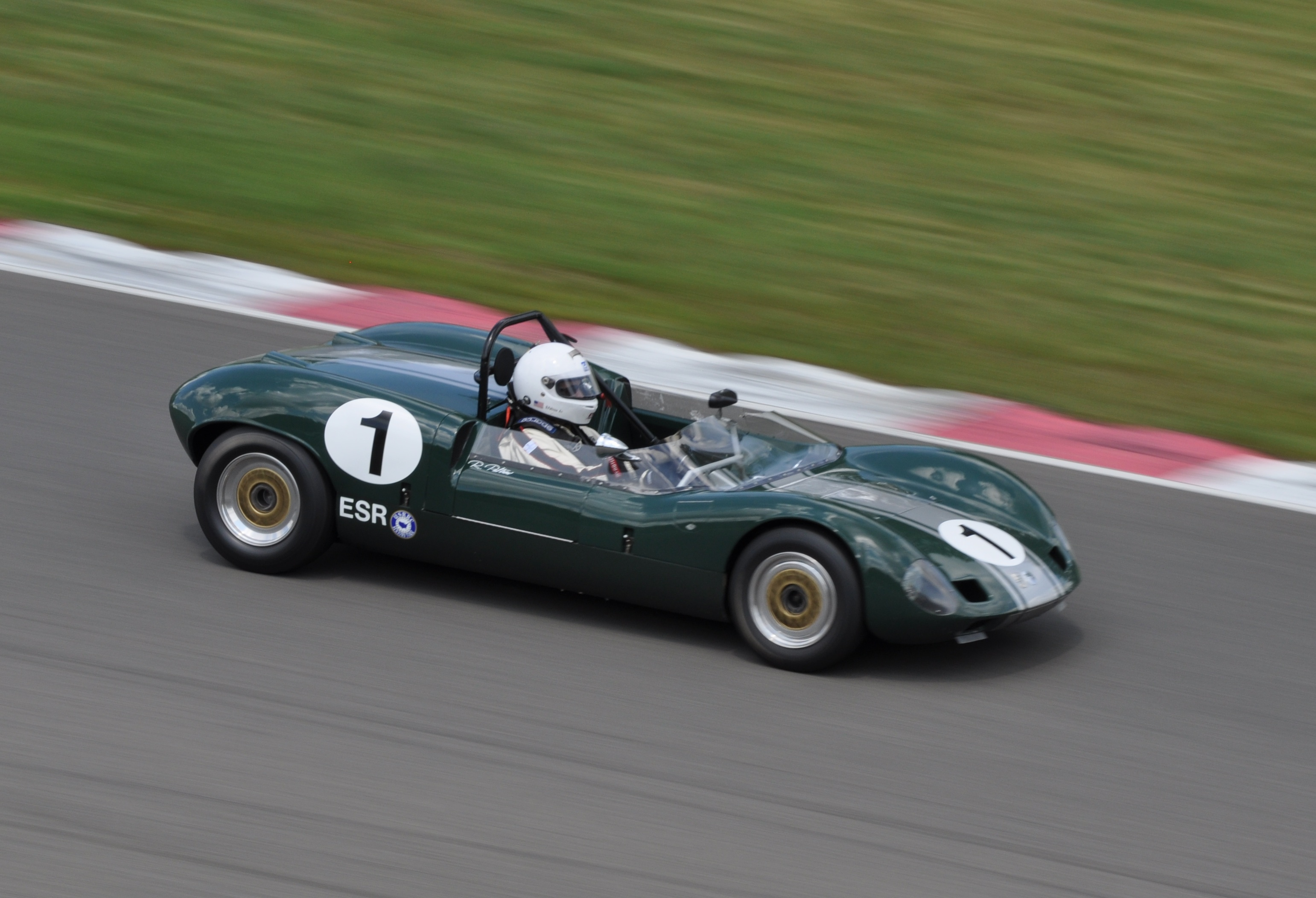
Elva Mk VII S en el Circuito de Mont-Tremblant en 2010

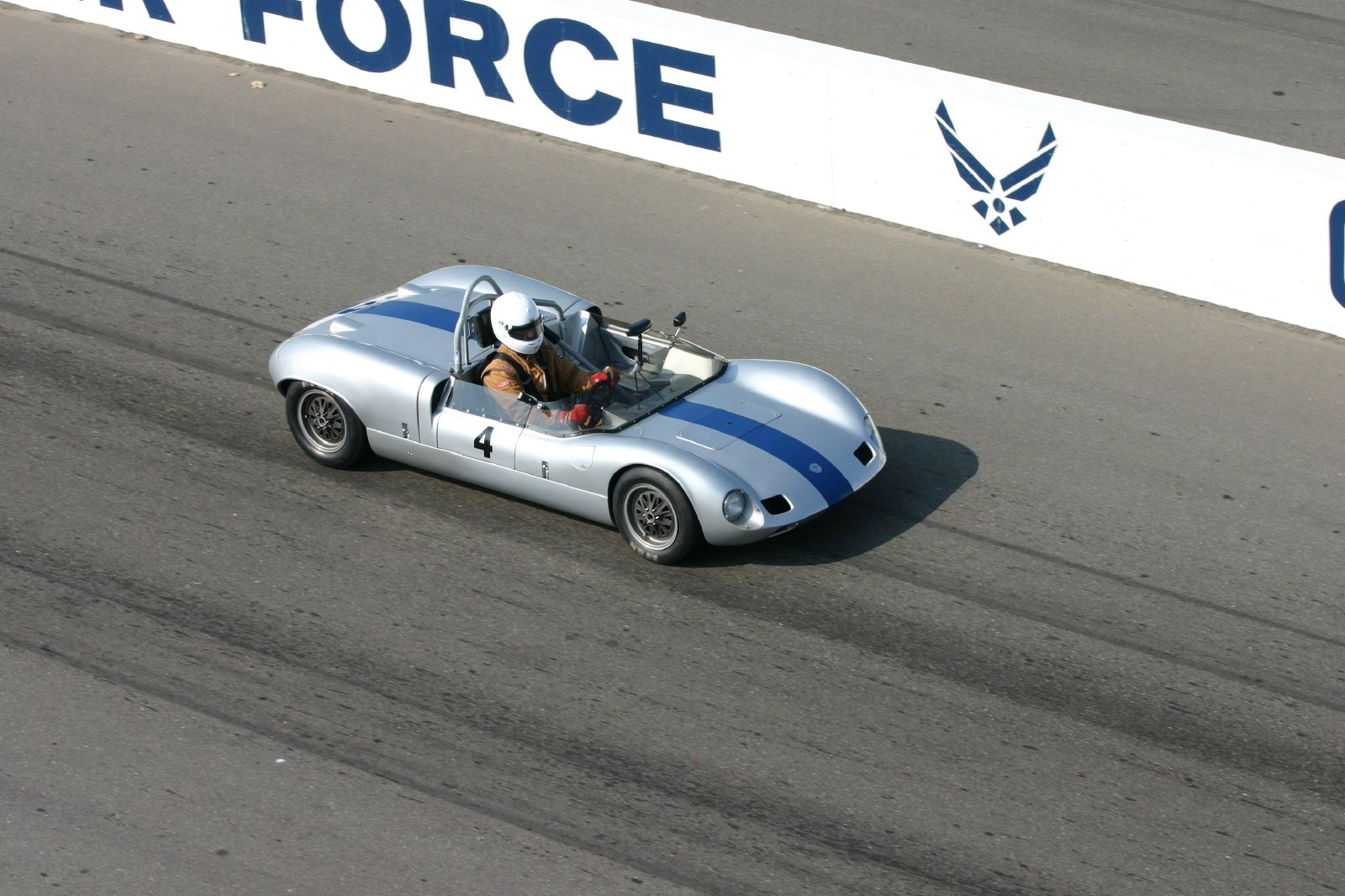
Elva Mk VII en 2004

Después de tener problemas financieros causados por el fracaso del distribuidor estadounidense, Frank Nichols puso en marcha una nueva empresa en Rye, Sussex en 1961 para seguir construyendo coches de carreras. El Elva Mk VI sport de motor trasero, diseñado por Keith Marsden, seguía unido al motor Coventry Climax de 1.100 cc, y se inició en la competición en Brands Hatch el Boxing Day de 1961, pilotado por Chris Ashmore, que llegó segundo a la meta, siendo vencedor Graham Hill al volante de un Ferrari de tres litros.

Hacia 1964-1966 Elva hizo con mucho éxito unas series de Mk8 para carreras de sport, la mayoría con motores BMW de 1,8 litros (modificados  por Nerus a partir del bloque de 1,6 litros) y algunos con motores Holbay-Ford de 1,15 L. El Mk8 tenía una batalla más larga y vías más anchas, en comparación con el Mk7, y se le conoció por ser difícil de conducir, a causa de una inclinación del peso hacia atrás de  70-30. Siguiendo el éxito del McLaren en carreras de sport, Elva llegó a involucrarse en fabricar coches para vender a clientes:
"Más tarde se llegó a un acuerdo de asociación con Elva y el Grupo Trojan, y asumieron la fabricación del McLaren de carreras de sport, bajo el nombre de McLaren-Elva-Oldsmobile."

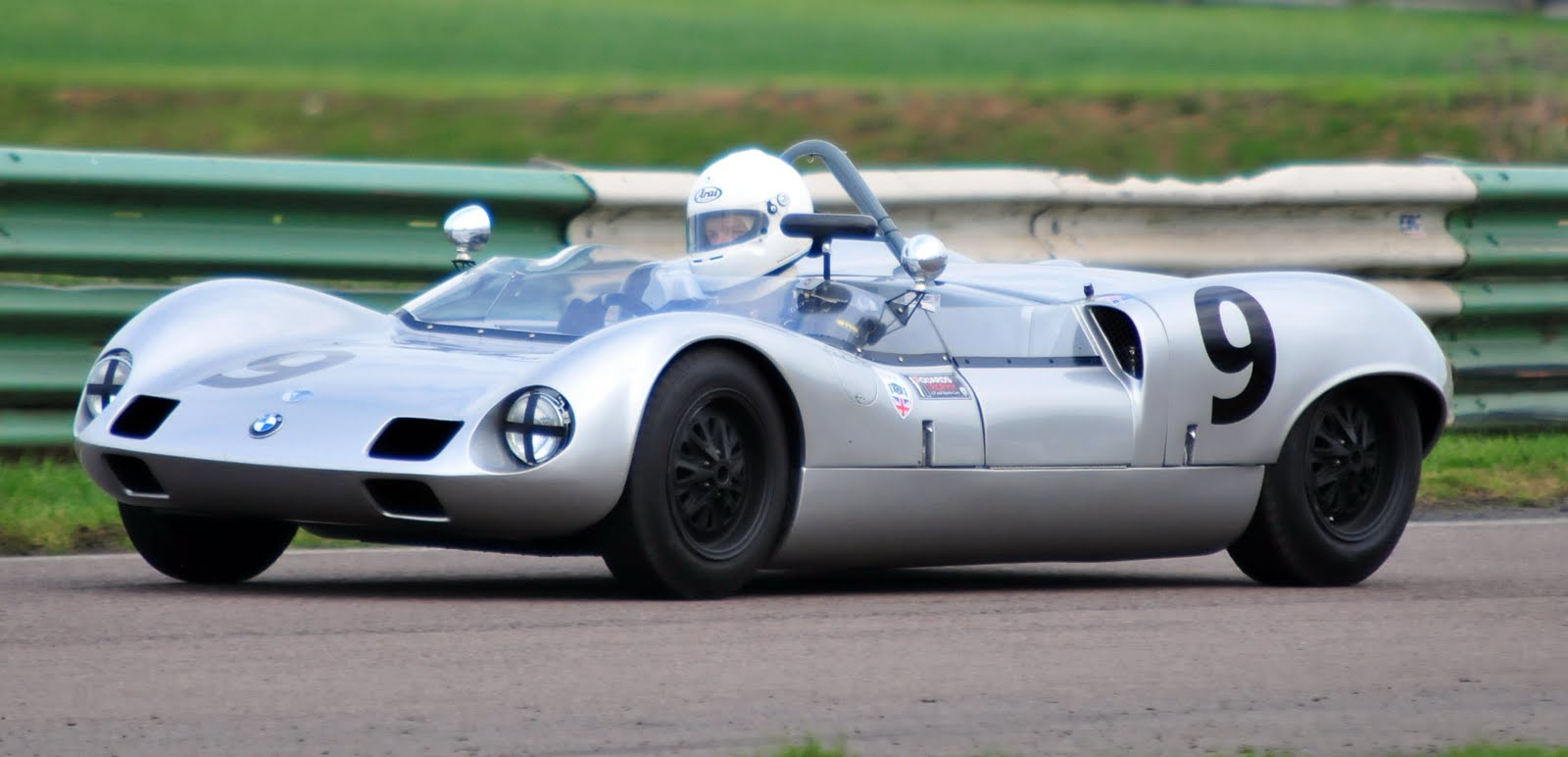
Elva BMW Mk VIII.

En la carrera de exhibición de 1966 que tuvo lugar en Londres en enero, Elva presentó dos coches para carreras de sport – el McLaren-Elva Mk.II V8 y el Elva-BMW Mk. VIIIS. El McLaren-Elva fue ofrecido con tres motores a elegir: Oldsmobile, Chevrolet o Ford V8. Al Elva-BMW Mk. VIIIS se le acopló en posición trasera un BMW monoárbol en culata de dos litros y cuatro cilindros.

### Elva Porsche
hacia 1960, llegaron peticiones de los Estados Unidos reclamando una reducción de peso en los coches de carreras de sport con motor Porsche. Así que Porsche desarrolló para Elva el llamado motor Fuhrmann (tipo 547) con cuatro árboles de levas en cabeza, que recibían, entre otras cosas, un ventilador de rueda hecho de plástico y colocado horizontalmente por encima del cigüeñal. Con una cilindrada de 1,7 litros y una relación de compresión de 11:1, esta unidad generaba 183 hp a 7800 rpm.
Porsche suministró 15. de estos motores para instalarse en el chasis del Elva Mk VII debidamente adaptado. Esta adaptación incluía cambios en la ubicación de los depósitos de aceite y gasolina, el puesto de conducción, y la parte trasera del marco tubular, entre otras cosas. La caja de cambios era Porsche de cinco velocidades, y las ruedas de 13 pulgadas de diámetro interior (6 de anchura las delanteras y 7 las traseras)
El 8 de septiembre de 1963, Bill Wuesthoff y Augie Pabst ganó la Road America 500, séptima ronda del Campeonato de carreras en carretera de los Estados Unidos, en Elkhart Lake, Wisconsin al volante de un Elva Mk.7-Porsche. "El Elva-Porsche se basa en el Elva Mark VII, pero con la popa rediseñada en su sección frontal para albergar el motor plano Porsche de 1.700 cc refrigerado por aire y su ventilador horizontal."
Los primeros vehículos estuvieron listos a finales de 1963. Aceleraban de 0 a 100 km/h en unos 5 segundos y alcanzaban una velocidad máxima de unos 260 km/h (160 mph). Uno de estos coches costaba más de 10.000 $.
En 1964, Porsche introdujo un chasis Elva Mark VII dotado del motor Tipo 771 de 8 cilindros para disputar el Campeonato de Europa de Montaña. Este coche pesaba solamente unos 520 kg. y por esta razón era claramente más ligero que el Porsche Bergspyder RS 61 (tipo 718) o el Spyder basado en el Porsche 904. Edgar Barth ganó la ronda de apertura del Campeonato de Europa de Montaña el 7 de junio de 1964, en Rossfeld, Baviera, al volante de un Elva-Porsche de sport con motor plano de 8 cilindros. Estos coches terminaron las siete carreras del certamen, en la última de ellas ganó Herbert Müller, de Sierre a Crans Montana en Suiza el 30 de agosto de 1964. A causa del menor rendimiento del Elva en su conducción, con su estructura posiblemente por su estructura demasiado cargada por el peso del motor de 8 cilindros, en las siguientes carreras Barth salió de nuevo con el viejo RS 61 y, como en el año anterior, ganó la categoría sport del campeonato. El suizo Herbert Müller pilotó ocasionalmente el Elva-Porsche
El motor de 8 cilindros estaba disponible en dos versiones: con una cilindrada de 2195 cm³ (diámetro × carrera = 80 × 54.6 mm), 270 hp at 8600 rpm, par máximo 230 Nm a 7000 rpm, compresión 10.2:1 y con 1981 cm³ (diámetro × carrera = 76 × 54.6 mm), 260 hp a 8800 rpm, 206 Nm a 7500 rpm, compresión 10.5:1. Tenía una distancia entre ejes de 2286 mm, y sus vías: delantera de 1270 mm; trasera de 1350 mm, longitud total del vehículo: 3500 mm.

### Monoplazas

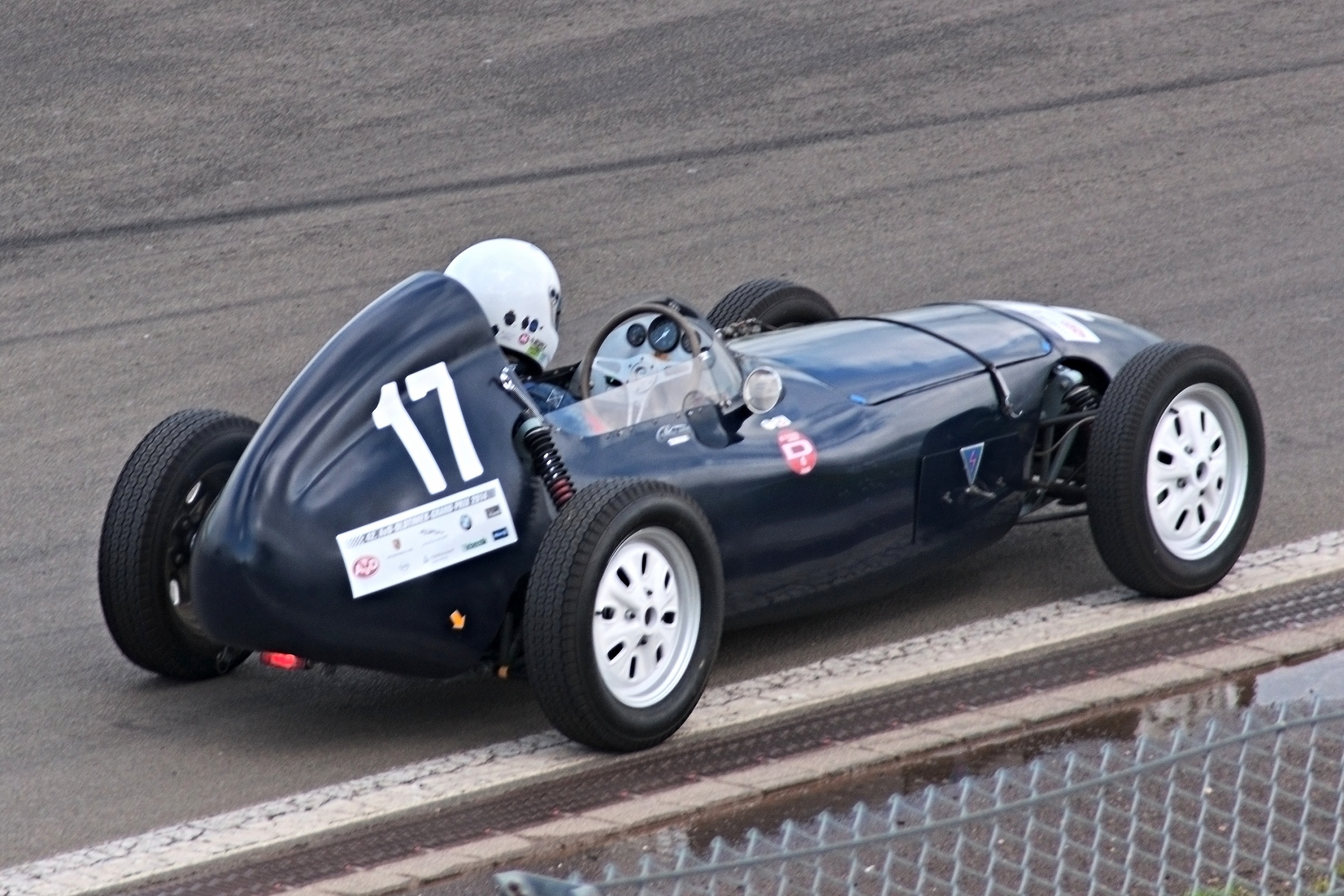
Elva FJ 100

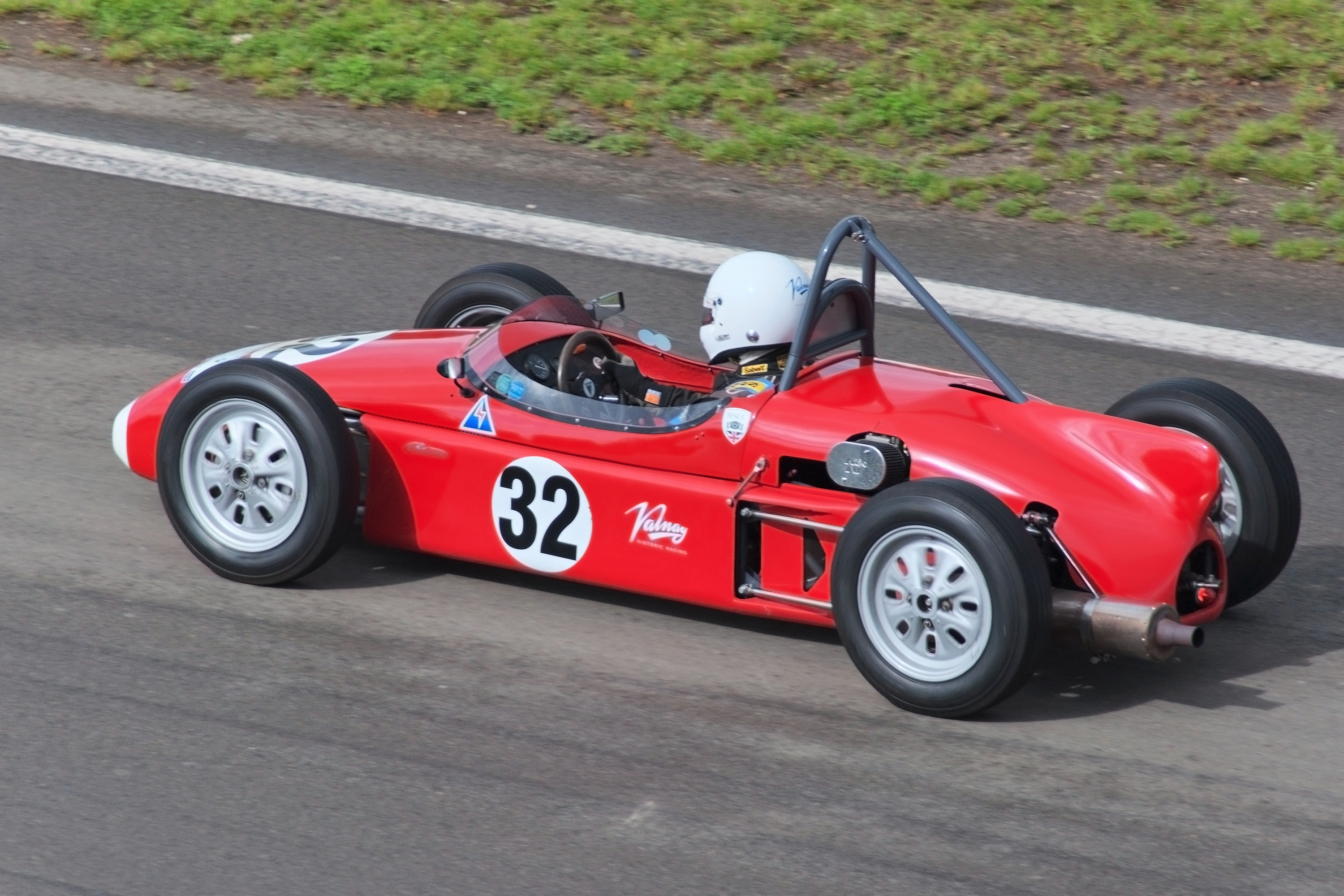
Elva FJ 200

Elva produjo un monoplaza para los certámenes de Formula Junior, el FJ 100, inicialmente dotado de un motor 'A' del B.M.C. ubicado delante, y con un chasis tubular de acero.
"Elva Cars, Ltd., nuevo Formula Junior propulsado por un motor de 948 cc de l BMC 'A' sin acondicionar. el precio de este coche era de 2.725 libras esterlinas en Inglaterra. Peso: 970 lb (440 Kg). Distancia entre ejes: 84" (2,134 m), paso: 48" (1,2192 m), área de fricción de los frenos: 163" sq (1051,6 cm2). Las llantas de aleación de magnesio medían 15" de diámetro. Suspensiones delantera y trasera independientes con espoletas transversales, muelles helicoidales y amortiguadores telescópicos. Su longitud es de 3,759 m."
Bill de Selincourt ganó una carrera en Cadours, Francia, con un Elva-B.M.C. FJ el 6 de septiembre de 1959. Nichols cambió a un motor de dos tiempos DKW suministrado por Gerhard Mitter. En 1959 Peter Arundell ganó el Trofeo John Davy en la reunión de Brands Hatch el Boxing Day, al volante de un Elva-D.K.W. "Hubo un torrente de pedidos para el Elva pero al inicio de la temporada 1960 Lotus y Cooper temían las cosas bajo control y los desilusionados dueños de Elva observaron que los coches de motor trasero eran mucho más veloces, comprendieron que se equivocaron en su elección." Un éxito esporádico siguió para Elva en la primera parte del año siguiente, con Jim Hall vencedor en Sebring y Loyer en Montlhéry.
Elva produjo un coche FJ con motor trasero, un B.M.C., al final de la temporada 1960, el Elva 200. Chuck Dietrich terminó tercero en Silverstone en la carrera del Trofeo BRDC Imperio Británico el 1 de octubre. En 1961 "un Elva-Ford" FJ totalmente nuevo y un tanto experimental debutó en Goodwood, marcando la vuelta rápida, pilotando por Chris Meek.

## Coches de carretera

### Elva Courier
El principal coche de carretera, introducido en 1958, fue denominado Courier y fue fruto de una serie de desarrollos durante la existencia de la compañía. Inicialmente todos los coches fueron exportados, las ventas en el mercado nacional no se produjeron hasta 1960. Mark Donohue tuvo su primer éxito en carrera al volante de un Elva Courier ganando 2 Campeonatos del Club Americano de Coches de Sport; F Prod en 1960 y en la modalidad E Prod en 1961.
El Mk 1 usaba un motor de 1500 cc MGA o un Riley de litro y medio en un chasis de escala con Elva diseñado con una suspensión delantera independiente. El motor se ubicaba detrás en el chasis para lograr el equilibrio de pesos, lo cual era bueno para conducirle, pero avanzado respecto al puesto de conducción, lo cual resultaba algo invasivo. El chasis soportaba una carrocería abierta de 2 plazas, ligera ligera y construida en fibra de vidrio. Se fabricó de forma complete para los mercados estadounidense y europeo, y disponible en kit para el mercado británico. Tras haberse fabricado unos 50 coches alcanzó el grado de Mk II que era el mismo coche pero dotado de un parabrisas curvado de la marca, reemplazando al original plano dividido, y un motor MGA más grande, de 1600. Se construyeron unas 400 unidades, entre el Mk I y el II.
Los derechos del Elva Courier fueron adquiridos por Trojan en 1962, y la producción se trasladó a la factoría principal de Trojan en Purley Way, Croydon, Surrey. Competition Press anunció: "Los derechos de fabricación del Elva Courier han sido vendidos a Lambretta-Trojan en Inglaterra. Proseguirá la fabricación de los deportivos F-Jr Elva y Mark IV, a cargo de Frank Nichols como en el pasado."
Tras asumir Trojan la empresa, se introdujo el Mk III en 1962 y se vendió como coche completo. En el mercado nacional un coche completo costaba 965 libras esterlinas; en la versión kit, 716. Ahora el chasis era una estructura moldeada dentro de la carrocería. La dirección de piñón y cremallera de origen Triumph y la suspensión delantera se estandarizaron. Un cupé con carrocería cerrada también estuvo disponible tanto con la luneta trasera invertida del Ford Anglia como en fastback. En otoño de 1962: "El Elva Courier Mk IV se exhibió en el Salón de Londres. el nuevo cupé tiene suspensión totalmente independiente, carrocería de fibra de vidrio y motor MG. Los Mk III Courier también estuvieron presentes en la muestra. Aunque previamente dotado de motores MG-A, las nuevas versiones dispondrán del motor 1800 cc MG-B." Más tarde estuvo disponible una unidad del Ford Cortina GT. La versión final, el coupé Mk IV T tenía motores Lotus de doble árbol, y la carrocería modificada para dar más espacio interior. Podía disponer de suspensión independiente y frenos de disco a las cuatro ruedas. Se fabricaron 210 unidades.
Ken Sheppard Customised Sports Cars, establecida en Shenley, Hertfordshire, adquirió Elva Courier de Trojan en 1965 pero la producción finalizó en 1968.
|  |  |  |

### GT160
También hubo un GT160 que tan solo alcanzó la producción de tres prototipos. Tenía un motor BMW de cárter seco y 2 litros de cilindrada, con carrocería estilizada por el inglés Trevor Frost (también conocido como Trevor Fiore, asimismo diseñador de la marca inglesa de coches deportivos Trident) y fabricado por Carrozzeria Fissore de Turín. Pesaba 559 kg y su potencia era de 185 bhp (138 kW; 188 PS) así que podría haber tenido unas brillantísimas prestaciones, pero le consideraron demasiado costoso para fabricarlo en serie. El coche fue presentado en el Salón de Londres de 1964. Uno de ellos fue adquirido por Richard Wrottesley y participó en las 24 Horas de Le Mans de 1965. Copilotado por Tony Lanfranchi, se retiró en la vuelta 29, cuatro horas después de la salida.

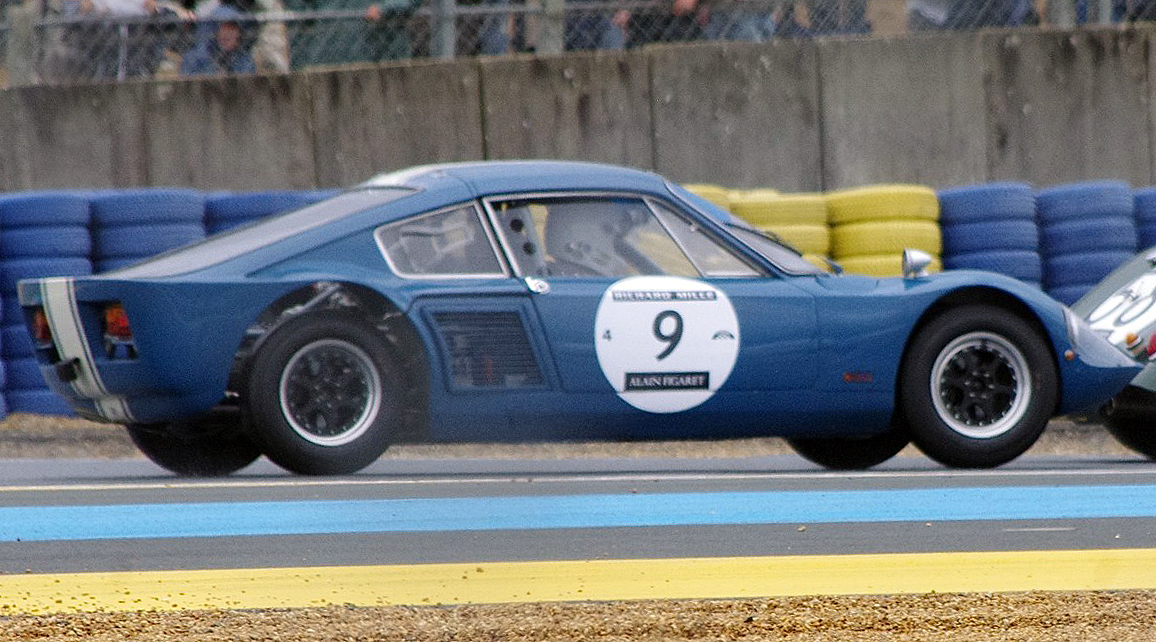
Un Elva GT160 en Le Mans Classic de 2014

## Voitures Elva, 1907
Hubo también otra marca de coches llamada Elva, era 'Voitures Elva' que solamente duró un año, 1907, y tenía su sede en París, Francia.